# Stazione di Mullingar
La stazione di Mullingar  è una stazione ferroviaria della linea Dublino–Sligo che fornisce servizio a Mullingar, Westmeath, Irlanda. Al 2012 è servita dagli Intercity Dublino Connolly–Sligo e dai treni locali del Western Commuter del Dublin Suburban Rail, tutti eserciti dalla Iarnród Éireann (IÉ).

## Storia
La stazione fu aperta dalla Midland Great Western Railway (MGWR) il 2 ottobre 1848. Tre anni dopo fu aperta la ferrovia per Galway. Il tratto di quest'ultima per Athlone fu chiusa dalla Córas Iompair Éireann (CIÉ) nel 1987.
Un tempo c'erano due stazioni secondarie a Mullingar. Una, la stazione di Canal Crossing, si trovava sulle linee per Sligo e Athlone, mentre l'altra, quella di Newbrook, forniva servizio al piccolo ippodromo vicino ad essa.

## Movimento
- Intercity Dublino Connolly–Sligo
- Western Commuter

## Servizi
- Servizi igienici
- Capolinea autolinee
- Biglietteria a sportello
- Biglietteria self-service
- Distribuzione automatica cibi e bevande